# Eptatretus multidens
Eptatretus multidens – gatunek bezszczękowca z rodziny śluzicowatych. 

## Zasięg występowania
Zach. Atlantyk od Morza Karaibskiego po Gujanę Francuską i płn. Brazylię.

## Cechy morfologiczne
Osiąga 81,5 cm długości. Po 6 otworów skrzelowych z każdej strony ciała. Od 87 do 93 gruczołów śluzowych w tym 14-16 przedskrzelowych, 5-7 skrzelowych, 52-55 tułowiowych i 15 ogonowych. 

## Biologia i ekologia
Występuje na głębokości 239-770 m.